# Cuartel San Carlos
El Cuartel San Carlos es una edificación militar colonial de Caracas, Venezuela; hoy convertida en Monumento Histórico Nacional. Se encuentra entre las esquinas de Dos Pilitas a Cuartel San Carlos en la Parroquia Altagracia del Municipio Libertador.

## Historia
Su construcción fue ordenada por el entonces capitán general y gobernador de la Provincia de Venezuela Luis de Unzaga y Amézaga, en 1787, esto para evitar posibles invasiones inglesas a la ciudad, ya que esa zona era la entrada natural a Caracas desde el Mar Caribe. La construcción es concluida en 1792,incluyendo numerosos espacios militares para educación, resguardo de armas, habitación, calabozos, áreas comunes y un amplio terreno sin edificaciones alrededor del cuartel, por una real cédula que evitaba construcciones cerca del área. La estructura es rectangular con muros de 100 metros de largo por cada lado, con garitas de vigilancia en cada esquina.  El 14 de julio de 1811, para celebrar la publicación del Acta de Independencia, la bandera tricolor diseñada por Francisco de Miranda y aprobada por el Congreso, es izada ese día en el Cuartel San Carlos y en la Plaza Mayor.
El terremoto de Caracas de 1812 debilitó seriamente la estructura y se mantuvo desocupada hasta 1839 cuando el presidente Carlos Soublette decide restaurar el cuartel.  Durante el golpe de Estado de 1908 el Cuartel San Carlos fue el último reducto fiel a Cipriano Castro. El comandante de la guarnición  Maximino Casanova es llamado a diálogo y posteriormente encerrado por las fuerzas gomecistas. La fortaleza también fue utilizada como prisión militar y política hasta 1994. Durante la presencia de guerrillas venezolanas en la década de los sesenta, fue uno de los principales reclusorios para los izquierdistas. En febrero de 1967, ocurrió la fuga del Cuartel San Carlos, donde logran escapar de la prisión los entonces guerrilleros: Teodoro Petkoff, Pompeyo Márquez y Guillermo García Ponce.
En los primeros años de la década de los 70, fueron encerrados muchos combatientes del Partido Bandera Roja, de las Fuerzas Armadas de Liberación Nacional (FALN) y del grupo Punto Cero; destinados a pagar condenas por crímenes cometidos durante el periodo de la lucha armada. 
El 18 de enero de 1975, se ejecutó la segunda fuga del Cuartel por parte de 23 guerrilleros urbanos, de los grupos nombrados anteriormente, en lo que se conoció como la Operación Jesús Márquez Finol. El Cuartel sería una cárcel de los últimos miembros de Bandera Roja hasta 1988 cuando fue indultado Gabriel Puerta Aponte, su máximo líder para ese momento. 
El 6 de octubre de 1986, es declarado Monumento Histórico Nacional. 
En 1992, fue nuevamente destinado a ser cárcel para Hugo Chávez tras el intento de golpe de Estado de febrero de 1992. En 1994 los militares y civiles detenidos por el intento fallido de golpe de Estado fueron trasladados o indultados y el Cuartel quedó sin uso. Durante el gobierno de Hugo Chávez, se recuperaron las áreas del Cuartel para convertirlo en un Museo. En este edificio funciona una asociación de ex prisioneros que constituyeron el FLN-FALN, pero solo como organismo representativo.